# Rent
Rent es un musical rock con libreto, música y letras de Jonathan Larson, basado en la ópera La bohème de Giacomo Puccini, Luigi Illica y Giuseppe Giacosa. Su trama central gira en torno a un grupo de jóvenes bohemios que luchan por salir adelante en el Alphabet City neoyorquino de principios de los 90, bajo la constante amenaza del VIH/sida.
El espectáculo fue presentado por primera vez en 1994 como un taller teatral del New York Theatre Workshop, el mismo escenario donde después se estrenaría el 13 de febrero de 1996. Larson nunca llegó a conocer el éxito de su obra. La madrugada del 25 de enero de 1996, el mismo día en que comenzaban las representaciones, el joven compositor falleció en su casa debido a una disección aórtica causada posiblemente por un síndrome de Marfan no diagnosticado. Tras la buena acogida en el circuito alternativo, Rent dio el salto al Nederlander Theatre de Broadway, donde debutó el 29 de abril de 1996 y permaneció en cartel durante doce años, recibiendo diferentes premios entre los que se incluyen el Pulitzer y Tony al mejor musical.
Desde su estreno en Nueva York, Rent ha podido verse en numerosos países a lo largo de todo el mundo y ha sido traducido a multitud de idiomas. En 2005 fue llevado a la gran pantalla bajo la dirección de Chris Columbus y protagonizado por varios miembros del reparto original de Broadway.

## Argumento

### Acto I
Nochebuena en Nueva York. La acción se sitúa en un loft industrial del Alphabet City. Mark Cohen, un aspirante a cineasta y narrador de la historia, se dispone a rodar un documental sobre sus amigos, mientras su compañero de apartamento Roger Davis, un músico recién salido de desintoxicación, trata de afinar la guitarra que no ha tocado en un año («Tune Up #1»). El teléfono suena y la madre de Mark deja un mensaje en el contestador automático consolando a su hijo porque su novia Maureen Johnson lo acaba de dejar por una mujer («Voice Mail #1»). Abajo en la calle, su amigo Tom Collins, un profesor de filosofía del MIT que regresa a Nueva York después de haber sido expedientado por sus teorías radicales, es golpeado y asaltado por unos ladrones que lo dejan malherido en el suelo. El teléfono vuelve a sonar y esta vez es Benjamin Coffin III, antiguo compañero de apartamento de Mark, Roger, Collins y Maureen, quien se casó con la rica heredera Allison Grey y actualmente es el propietario del edificio. Benny amenaza con desalojarlos si no pagan el alquiler, rompiendo la promesa que les hizo tiempo atrás de que podrían quedarse en el loft gratuitamente («Tune Up #2»).
De repente se corta la electricidad en todo el edificio y Mark y Roger expresan sus frustraciones ante la falta de dinero y la dificultad para encontrar la inspiración. Mientras tanto, la nueva pareja de Maureen, Joanne Jefferson, una abogada graduada en Harvard, está montando el equipo de sonido para la performance que su novia va a estrenar esa misma noche. Con su actuación, Maureen pretende protestar contra el plan de Benny de desalojar a los indigentes del solar de al lado para construir un estudio llamado Cyberarts. Joanne no consigue que el equipo de sonido funcione, así que Maureen decide pedir ayuda a Mark a pesar de la oposición de su novia. Mark y Roger se rebelan contra Benny y se reafirman en su negativa a pagar el alquiler («Rent»).
En la calle, Angel Dumott Schunard, un joven percusionista y drag queen, encuentra a Collins y le presta ayuda. Los dos se sienten atraídos al instante, y más cuando descubren que ambos son enfermos de sida. («You Okay, Honey?»). En el loft, Mark se dispone a marcharse para echar una mano a Maureen, pero antes anima a Roger a que salga a la calle y asista a la performance. También le recuerda que tome su dosis de AZT, desvelando que Roger es VIH positivo. El joven músico vive atormentado por el recuerdo de su novia April, también drogadicta, quien se suicidó y le dejó una nota diciendo «Tenemos sida» («Tune Up #3»).
Mark se va y Roger expresa su necesidad desesperada de escribir una gran canción por la que ser recordado cuando muera («One Song Glory»). De pronto, alguien llama a la puerta. Es Mimi, la vecina de abajo, quien viene a pedirle fuego para encender una vela porque siguen sin electricidad. Mimi coquetea con Roger y revela que trabaja como bailarina en un club de striptease y es adicta a la heroína. La atracción es mutua, pero Roger tiene dudas porque es la primera vez que le gusta alguien desde la muerte de April («Light My Candle»). 
En el loft de Maureen y Joanne, los padres de esta última dejan un mensaje en el contestador automático para hablar de trabajo, pero ella no está en casa para escucharlo («Voice Mail #2»). Collins finalmente llega al apartamento de Roger y Mark acompañado de Angel. Traen regalos para todos y un montón de dinero que Angel ha ganado trabajando para una señora rica. La mujer le pagó por tocar sus tambores en la puerta del edificio de sus vecinos (Benny y Allison, como más tarde se revela) y así provocar que su molesta perrita Evita se tirase por la ventana («Today 4 U»). En ese momento aparece Benny y les ofrece un trato. Si convencen a Maureen de que cancele la protesta, él les perdonará el alquiler y podrán quedarse en el edificio, pero Mark y Roger rechazan la proposición. Benny se marcha y Angel invita a los chicos a una reunión de Pro Vivir, un grupo de apoyo para personas enfermas de sida. Roger declina la propuesta, pero Mark promete que se pasará después de arreglar el equipo de sonido de Maureen («You'll See»).
Mark llega al solar donde va a tener lugar la protesta y encuentra a Joanne. Aunque al principio la situación es muy incómoda, los dos terminan conectando ya que coinciden en que salir con Maureen es como bailar un tango complicado y exasperante («Tango: Maureen»). Después de solucionar los problemas de sonido, Mark se une a Angel y Collins en la reunión de Pro Vivir y graba unas imágenes para su documental («Life Support»).
Mientras tanto, Mimi regresa al apartamento de Roger y le pide que la invite a salir con él («Out Tonight»), pero Roger sigue teniendo miedo de volver a involucrarse con alguien después de todo lo que ocurrió con April. Ante la insistencia de Mimi a vivir el momento y dejar atrás los remordimientos, Roger la rechaza fríamente y la expulsa de su apartamento («Another Day»). A solas, el joven músico reflexiona sobre su miedo al sida y la incertidumbre en su vida, las mismas preocupaciones que angustian a los miembros de Pro Vivir («Will I?»).
Al salir de la reunión, Mark, Collins y Angel evitan que tres policías acosen a un grupo de indigentes, pero son increpados por una mujer que les acusa de hacerlo únicamente para lavar su conciencia («On the Street»). Tras el incidente, Collins fantasea con dejar Nueva York y abrir un restaurante en Santa Fe, Nuevo México, donde el clima y la gente son mucho más amables («Santa Fe»). Mark se marcha y Collins y Angel aprovechan ese momento de intimidad para confesarse su amor mutuo («I'll Cover You»). Mientras, en una cabina telefónica, Joanne intenta atender diversas llamadas a la par que ultima con Maureen los detalles de su actuación («We're Okay»).
Arrepentido por su comportamiento con Mimi, Roger se echa a la calle y casualmente tropieza con ella entre el bullicio de St. Mark's Place, donde la joven se encuentra comprando droga. Mimi acepta las disculpas de Roger y accede a ir con él a la performance de Maureen y a la celebración de después. Ángel le compra a Collins un abrigo nuevo como regalo de Navidad y Benny y los policías se preparan para la protesta («Christmas Bells»).
En el solar, Maureen finalmente lleva a cabo su actuación, una performance avant-garde a través de la cual ridiculiza a Benny y critica la construcción de Cyberarts («Over the Moon»). El éxito es rotundo y todos se van a celebrarlo al Life Cafe. Allí se encuentran con Benny acompañado de su suegro, y este se burla de la protesta y del estilo de vida bohemio. El grupo responde reafirmándose en sus valores y brindando por todas las cosas en las que creen. Durante la celebración se revela que Mimi y Benny tuvieron un affair tiempo atrás y Joanne comienza a sentir celos de Maureen y Mark. De pronto suenan los beepers de Collins, Ángel, Roger y Mimi recordándoles tomar su AZT, y así es como estos dos últimos descubren que ambos son VIH positivos. («La Vie Bohème»). Roger y Mimi hablan por primera vez de sus sentimientos y deciden empezar una relación («I Should Tell You»). Joanne rompe con Maureen e informa a todos de que la protesta ha derivado en disturbios y que la gente se niega a abandonar el solar a pesar de la presencia policial. La noticia es acogida por el grupo con alegría y Roger y Mimi comparten su primer beso («La Vie Bohème B»).

### Acto II
El segundo acto comienza con toda la compañía formando una línea y explicando que la mejor forma para medir el paso del tiempo es el amor («Seasons of Love»). La acción se reanuda en la víspera de Año Nuevo. El grupo se encuentra intentando romper la cerradura del edificio de Mark, Roger y Mimi, ya que este fue clausurado por la policía durante la protesta de Maureen. Mimi toma la determinación de dejar la heroína y volver a estudiar, mientras que Joanne y Maureen deciden darle otra oportunidad a su relación. Collins y Angel llegan disfrazados de James Bond y Pussy Galore, y traen un soplete con ellos. Mark, Maureen y Joanne trepan por la escalera de incendios y consiguen entrar en el apartamento rompiendo una ventana («Happy New Year»). A través de una serie de mensajes en el contestador automático se revela que las imágenes que grabó Mark durante los disturbios han tenido mucha repercusión y que Alexi Darling, productora del informativo sensacionalista Buzzline, quiere contratarlo («Voice Mail #3»). El resto del grupo consigue entrar en el edificio utilizando el soplete y todos festejan la llegada del nuevo año. Benny interrumpe la celebración y les ofrece devolverles la llave a cambio de que Mark filme el momento, pero el grupo le acusa de querer hacerlo únicamente para lavar su imagen en los medios. Maliciosamente, Benny sugiere que fue Mimi quien le convenció para llegar a ese arreglo, despertando los celos de Roger a pesar de que la joven lo niega todo. Angel consigue calmar los ánimos y el grupo hace un propósito de Año Nuevo: permanecer siempre unidos pase lo que pase. Roger y Mimi se reconcilian, aunque ella sigue triste y vuelve a comprar heroína («Happy New Year B»).
El día de San Valentín, Maureen y Joanne ensayan para una nueva performance, pero acaban teniendo una pelea debido a sus personalidades tan diferentes y deciden romper una vez más («Take Me or Leave Me»). El tiempo pasa y llega la primavera («Seasons of Love B»). Roger y Mimi han estado viviendo juntos los últimos meses, aunque él sigue celoso de Benny y a veces habla de vender su guitarra y dejar la ciudad. Mimi regresa a casa tarde después de haber estado comprando heroína y Roger se marcha al piso de arriba enfadado, no sin antes acusar a su novia de engañarle con Benny. Por separado, los dos reflexionan sobre la soledad y reconocen que no pueden vivir el uno sin el otro. Mientras, en un hospital, Collins cuida de Angel, cuya salud ha empeorado a causa del sida. A pesar de las tensiones, todas las parejas se reconcilian («Without You»).
El verano llega a su fin y Alexi Darling sigue llamando a Mark para que acepte el contrato de Buzzline («Voicemail #4»). La escena cambia a una cama en la que la compañía al completo ejecuta una coreografía representando las diversas opciones sexuales. En el clímax del número, Angel muere y todas las parejas vuelven a romper («Contact»).
En el funeral de Angel, Mimi, Mark y Maureen dedican unas palabras a la memoria de su amiga y Collins emociona a todos con un conmovedor discurso recordando a su amor («I'll Cover You (Reprise)»). Fuera de la iglesia, un afectado Mark expresa su miedo a a la soledad y llama a Alexi Darling para avisarle de que llegará tarde a la entrevista de trabajo que han concertado («Halloween»). Mimi pregunta a Roger si es cierto que ha vendido su guitarra y se ha comprado un coche para irse a Sante Fe, y él le responde que sí. Entonces estalla una agria discusión entre los dos, al mismo tiempo que Maureen y Joanne comienzan a hacerse reproches. Benny y Mark intentan apaciguar los ánimos sin éxito, y finalmente es Collins quien consigue que todos se calmen por respeto a Angel. Maureen y Joanne se reconcilian y se marchan. El cura pide a Collins que entre en la iglesia y Mimi intenta acercarse a Roger, pero este la rechaza y ella se va con Benny. A solas, Roger y Mark se pelean. Roger acusa a Mark de vivir una vida falsa y esconderse en su trabajo, y Mark le reprocha a Roger que huye porque tiene miedo de ver morir a Mimi. Cuando se dispone a marcharse, Roger se da cuenta de que Mimi había vuelto para decirle adiós y que ha escuchado toda la conversación, pero aun así es incapaz de permanecer a su lado y se va a Santa Fe. Mimi se queda destrozada y Mark le sugiere que ingrese en un centro de desintoxicación. Benny se ofrece a pagar. El cura sale de la iglesia y expulsa a todos por no disponer de dinero para costear el funeral de Angel. Una vez más, Benny tiene un gesto de compasión y se hace cargo de los gastos, recuperando su vieja amistad con Collins («Goodbye Love»).
Tiempo después, Mark y Roger por fin encuentran la inspiración que buscaban para sus proyectos artísticos: Mark en el recuerdo de Angel y Roger en su amor por Mimi. Mark decide dejar su empleo en Buzzline para volver a trabajar en su propio documental y Roger consigue escribir su canción («What You Own»). Mientras tanto, los padres de Roger, Mimi, Joanne y Mark dejan varios mensajes en los contestadores automáticos de sus hijos, pero nadie contesta («Voice Mail #5»).
Nochebuena de nuevo en el loft de Mark y Roger. Roger ha regresado a Nueva York y está entusiasmado con la canción que ha compuesto, aunque no ha sido capaz de encontrar a Mimi. Mark ha logrado completar su documental y se prepara para proyectarlo esa noche en honor de Allison Grey, por haberse llevado a Benny lejos del East Village tras descubrir su relación con Mimi. De pronto se corta la electricidad y aparece Collins con un montón de billetes que ha conseguido manipulando un cajero automático para que dé dinero a cualquiera que introduzca el código ANGEL. La escena es interrumpida por Maureen y Joanne, que traen a Mimi semiinconsciente. La joven ha estado viviendo en la calle y se encuentra muy débil. Roger y Mimi finalmente arreglan sus malentendidos, y ella le confiesa su amor («Finale»). Sabiendo que no le queda mucho tiempo, Roger le canta a Mimi la balada que ha escrito para ella («Your Eyes»). Mimi se desvanece y todos la dan por muerta, pero de repente la joven se incorpora y les cuenta que estaba caminando hacia una luz blanca cuando Angel se le apareció y le dijo que regresase para escuchar la canción de Roger. Mimi y Roger se abrazan y todos celebran la felicidad del momento, reafirmándose en el lema «no hay más que hoy» mientras el documental de Mark comienza a proyectarse («Finale B»).

## Desarrollo
En 1988, el dramaturgo Billy Aronson tuvo la idea de crear un musical a partir de la ópera La bohème, pero sustituyendo el exquisito esplendor del mundo de Puccini por la vulgaridad y el ruido del Nueva York moderno. Un año después, Jonathan Larson, un joven compositor de 29 años, entró a formar parte del proyecto y juntos comenzaron a escribir algunas canciones como «Santa Fe», «Rent» o «I Should Tell You». Larson sugirió situar la acción en el East Village de Manhattan, un vecindario que él conocía bien puesto que estaba a solo unas calles de su apartamento del Greenwich Village, y que por aquel entonces era un hervidero de indigentes, gais, drag queens y punks. También propuso llamar al espectáculo Rent. En 1991, Larson pidió permiso a Aronson para utilizar el concepto original en el que habían estado trabajando y hacerlo suyo, ya que su intención era escribir sobre sus propias experiencias y convertir a Rent en algo grande, en la ópera rock definitiva que acercase el teatro musical a la generación MTV. Los dos llegaron a un acuerdo con la condición de que si la obra llegaba a Broadway, Aronson recibiría parte de las ganancias y aparecería acreditado por sus aportaciones.
Durante los siguientes años, Larson se dedicó a componer la partitura mientras servía mesas en el Moondance Diner para ganarse la vida, llegando a escribir cientos de canciones de las cuales solo 42 acabarían formando parte de la versión definitiva. En otoño de 1992, Larson abordó a James Nicola, director artístico del New York Theatre Workshop, y le entregó una cinta con una maqueta y una copia del libreto. Unos meses después, en marzo de 1993, tuvo lugar la primera lectura dramatizada y, a pesar de la calidad del material y de sus emocionantes canciones, quedó patente que el espectáculo presentaba problemas de estructura y que su compleja línea argumental necesitaba ser revisada.
En 1994, el NYTW llevó a cabo un taller de tres semanas en el que ya participaron intérpretes como Anthony Rapp (Mark) o Daphne Rubin-Vega (Mimi), quienes después también estarían en el reparto que estrenó el musical, y que incluyó canciones que finalmente serían desechadas, como por ejemplo, «You're a Fool», «Do a Little Business» (predecesora de «You'll See» a cargo de Benny, Mark, Roger, Collins y Angel), «Female to Female A & B» (a cargo de Maureen y Joanne), «He's a Fool», «He Says», «Right Brain, Left Brain» (predecesora de «One Song Glory» a cargo de Roger), «You'll Get Over It» (predecesora de «Tango: Maureen» a cargo de Mark y Maureen), «Real Estate» (un número musical en el que Benny intentaba convencer a Mark para que aceptase un trabajo de agente inmobiliario y dejase a un lado sus aspiraciones de convertirse en cineasta) y «Open Road» (predecesora de «What You Own»). Tras este prometedor taller, Larson no dejó de trabajar para mejorar el libreto, organizando nuevos workshops y puliendo poco a poco sus defectos.
El 24 de enero de 1996, víspera de comenzar las representaciones en el Off-Broadway (en el mismo escenario del NYTW), Larson concedió su primera y única entrevista a Anthony Tommasini, crítico musical del New York Times, aprovechando que el estreno de Rent coincidía con el centenario de La bohème. Después se fue a su casa y allí, durante la madrugada del día siguiente, falleció debido a una disección aórtica causada posiblemente por un síndrome de Marfan no diagnosticado. La función tuvo que ser cancelada, pero amigos y familiares se reunieron en el teatro y la compañía interpretó las canciones de Rent como homenaje póstumo a su creador. La première oficial finalmente pudo celebrarse el 13 de febrero de 1996, y el espectáculo se convirtió en un éxito inmediato impulsado por las entusiastas críticas y por la repercusión de la muerte de Larson, logrando vender las 150 localidades disponibles en todas las representaciones. Pronto se hizo evidente que era necesario dar el salto a un teatro con mayor capacidad.

## Producciones

### Broadway
Tras la buena acogida en el NYTW, Rent fue transferido al circuito comercial de Broadway, donde debutó el 29 de abril de 1996 en el Nederlander Theatre. Unas semanas antes, mientras la compañía se encontraba en pleno proceso de ensayos, el musical fue reconocido con el premio Pulitzer de teatro, lo que contribuyó a aumentar aún más las expectativas.
Dirigida por Michael Greif y coreografiada por Marlies Yearby, la producción fue protagonizada en su estreno por Anthony Rapp como Mark, Adam Pascal como Roger, Daphne Rubin-Vega como Mimi, Jesse L. Martin como Collins, Wilson Jermaine Heredia como Angel, Idina Menzel como Maureen, Fredi Walker como Joanne y Taye Diggs como Benny. El resto del equipo creativo lo formaron Paul Clay en el diseño de escenografía, Angela Wendt en el diseño de vestuario, Blake Burba en el diseño de iluminación, Kurt Fischer en el diseño de sonido, David Santana en la supervisión musical y Tim Weil en la dirección musical.
Al igual que había ocurrido en el Off-Broadway, la respuesta del público fue excelente, sobre todo entre los espectadores más jóvenes, que acudieron en masa al teatro atraídos por la temática controvertida del argumento y por una política de precios asequibles. La crítica especializada también lo recibió con entusiasmo y en la edición de los Tony de 1996 fue nominado en nueve categorías diferentes, alzándose finalmente con los premios al mejor musical, mejor libreto, mejor música original y mejor actor de reparto (Wilson Jermaine Heredia).
El 24 de abril de 2006, con motivo del 10.º aniversario del espectáculo, el elenco original volvió a reunirse sobre el escenario del Nederlander Theatre para ofrecer un concierto benéfico en favor de The Jonathan Larson Performing Arts Foundation, Friends in Deed y el NYTW, logrando recaudar más de dos millones de dólares. En la velada también participaron antiguos integrantes de la compañía de Broadway y de las distintas giras nacionales, que interpretaron una versión especial de «Seasons of Love» como despedida final.
Después de doce años en escena y unos ingresos de más de 280 millones de dólares, Rent bajó el telón por última vez el 7 de septiembre de 2008, habiendo realizado 5 123 funciones regulares y 16 previas. En la actualidad ocupa el 12.º puesto en la lista de espectáculos de mayor permanencia en cartel en la historia de Broadway. La última representación, que fue grabada y comercializada bajo el título Rent: Filmed Live on Broadway, contó con dos miembros del reparto original, Rodney Hicks (Benny) y Gwen Stewart (solista de «Seasons of Love»), acompañados de Adam Kantor como Mark, Will Chase como Roger, Renée Elise Goldsberry como Mimi, Michael McElroy como Collins, Justin Johnston como Angel, Eden Espinosa como Maureen y Tracie Thoms como Joanne (después de haber interpretado ese mismo personaje en la adaptación cinematográfica de 2005).

### West End
1998
El estreno europeo tuvo lugar el 12 de mayo de 1998 en el Shaftesbury Theatre del West End londinense, con funciones previas desde el 21 de abril y un elenco encabezado por Anthony Rapp como Mark, Adam Pascal como Roger, Krysten Cummings como Mimi, Jesse L. Martin como Collins, Wilson Jermaine Heredia como Angel, Jessica Tezier como Maureen, Jacqui Dubois como Joanne y Bonny Lockhart como Benny.
A pesar de ser una réplica exacta de la producción neoyorquina y de contar con algunos de sus protagonistas originales, la versión británica de Rent no consiguió repetir el éxito alcanzado por su homóloga en Broadway y, el 30 de octubre de 1999, se despidió definitivamente de los escenarios sin haber logrado recuperar la inversión inicial.
2001
Entre el 4 de diciembre de 2001 y el 26 de enero de 2002, Rent realizó una temporada limitada en el Prince of Wales Theatre de Londres como parte de una gira británica que había arrancado unos meses antes en el Haymarket Theatre de Leicester. Este montaje, que contó con un equipo creativo completamente nuevo dirigido por Paul Kerryson, estuvo protagonizado por Adam Rickitt como Mark, Damien Flood como Roger, Debbie Kurup como Mimi, Mykal Rand como Collins, Neil Couperthwaite como Angel, Helen York como Maureen, Wendy Mae Brown como Joanne y Jason Pennycooke como Benny.
Un año después, esa misma producción regresó al Prince of Wales Theatre entre el 15 de diciembre de 2002 y el 8 de marzo de 2003, con algunos cambios en el reparto, incluyendo a Dougal Irvine como Mark, Mig Ayesa como Angel, Caprice como Maureen y Krysten Cummings como alternante de Mimi.
2007
Una nueva puesta en escena rebautizada como Rent Remixed pudo verse en el Duke of York's Theatre del West End entre el 16 de octubre de 2007 y el 2 de febrero de 2008, con Oliver Thornton como Mark, Luke Evans como Roger, Siobhán Donaghy como Mimi, Leon Lopez como Collins, Jay Webb como Angel, Denise van Outen como Maureen, Francesca Jackson como Joanne y Craig Stein como Benny.
William Baker, estilista y diseñador de vestuario conocido por su trabajo con la cantante Kylie Minogue, fue el director de esta versión, que como principal novedad situaba la acción en el Nueva York del siglo XXI. El libreto sufrió numerosos cambios, alterando el orden de las escenas y redefiniendo algunos personajes, como por ejemplo, Mark, Mimi y Angel, que pasaron a tener nacionalidad británica. Steve Anderson, otro colaborador habitual de Kylie Minogue, creó nuevos arreglos musicales e incorporó bases electrónicas en canciones como «Today 4 U», «Out Tonight» y «Happy New Year». Sin embargo, a pesar de los esfuerzos por ofrecer un producto original, la obra fue masacrada por la crítica y hubo que adelantar la fecha de cierre inicialmente prevista para el 5 de abril de 2008.

### México
1999
La première mundial en idioma español tuvo lugar el 24 de junio de 1999 en el Teatro Alameda de Ciudad de México (actual Centro Cultural), donde el espectáculo permaneció en cartel hasta el 27 de febrero de 2000. Producida por las empresas MAT Theatrical & Entertainment y OCESA del grupo CIE, la puesta en escena mexicana fue una réplica exacta de su homóloga en Broadway, con dirección de Abby Epstein (directora residente en la versión neoyorquina), coreografía de Christine Bandelow y dirección musical de Isaac Saúl y Víctor Manuel Aguilar.
La compañía estuvo liderada por Enrique Chi como Mark, Erik Rubín como Roger, Samantha Salgado como Mimi, Beto Castillo como Collins, César Romero como Angel, Ana Liz Rivera como Maureen, Pía Aun como Joanne y Sergio Zaldívar como Benny. También formaron parte del elenco Jano Fuentes y Damaris Martínez, quienes unos meses después darían el salto a España para interpretar a Angel y Joanne respectivamente en la producción original de Barcelona.
2016
Entre el 20 de octubre de 2016 y el 28 de mayo de 2017, el Teatro Milán de Ciudad de México acogió el primer revival mexicano de Rent, dirigido por Diego del Río y protagonizado por Rodolfo Zarco como Mark, Kike Jiménez como Roger, Dai Liparoti como Mimi, Iker Madrid como Collins, Luis Carlos Villarreal como Angel, Giména Gómez como Maureen, Paloma Cordero como Joanne y José Sampedro como Benny.

### España
1999
En España se estrenó el 4 de noviembre de 1999 en el Teatre Principal de Barcelona, con producción de Focus y Rock & Pop (actualmente Stage Entertainment), y un presupuesto de 108 millones de pesetas (cerca de 650 000 euros). Abby Epstein, quien ya había estado al frente del espectáculo en México, se hizo cargo de la dirección en la versión española, que al igual que en otros países, fue un montaje clónico del original, con coreografía de Christine Bandelow y dirección musical de Xavier Navarro. El reparto, escogido entre los 400 candidatos que se presentaron a las audiciones, estuvo encabezado por Daniel Anglès como Mark, Pablo Puyol e Ignasi Vidal alternándose como Roger, Sandra de Victoria como Mimi, Miquel Fernández como Collins, Jano Fuentes como Angel, Manuela Nieto como Maureen, Damaris Martínez como Joanne y Jorge Fernández-Hidalgo como Benny. 
Rent realizó su última función en Barcelona el 26 de marzo de 2000 y a continuación emprendió una gira por algunas ciudades españolas, finalizando con una temporada limitada en el Teatro Coliseum de Madrid entre el 10 de octubre y el 26 de noviembre de 2000. Durante el tour y la estancia en la capital, Sergi Cuenca reemplazó a Xavier Navarro como director musical.
2016
Coincidiendo con el 20.º aniversario de su debut en el Off-Broadway, Rent regresó a Barcelona con una nueva puesta en escena dirigida por Daniel Anglès y adaptada por primera vez al catalán, que se representó en el Casino l'Aliança del Poblenou entre el 26 de enero y el 20 de marzo de 2016. El propio Daniel Anglès junto a Víctor Arbelo, Nil Bofill, Susanna Domènech, Jordi Taixés y Miquel Tejada fueron los artífices de esta producción a través de la sociedad No Day But Today. El elenco estuvo liderado por Nil Bofill como Mark, Víctor Arbelo como Roger, Mireia Òrrit como Mimi, Xavi Navarro como Collins, Albert Bolea como Angel, Anna Herebia como Maureen, Queralt Albinyana como Joanne y Roger Berruezo como Benny.
Además de la dirección de Daniel Anglès, el montaje contó con coreografía de Oscar Reyes, diseño de escenografía y vestuario de Raquel Ibort, Marc Salicrú y Marc Udina, diseño de iluminación de Xavi Costas y Daniel Anglès, diseño de sonido de Jordi Ballbé y Albert Ballbé, dirección musical de Miquel Tejada y adaptación al catalán de Daniel Anglès y Marc Gómez.
El 24 de agosto de 2017, el espectáculo retornó en formato concierto para ofrecer un único pase en el Teatre Grec de Barcelona, dentro de la programación del festival Mas i Mas. La actriz Lorraine Vélez, conocida por haber interpretado a Mimi en Broadway y el West End, también participó en el evento como estrella invitada.
2019
La tercera vez que Rent pudo verse en España fue en el Teatre Condal de Barcelona entre el 2 de abril y el 26 de mayo de 2019. El grupo Focus, en colaboración con No Day But Today, estuvo detrás de esta producción, que reutilizó la puesta en escena que se había presentado en el Casino l'Aliança tres años atrás, aunque adaptada al castellano por Daniel Anglès y Marc Gómez.
Algunos de los intérpretes de la anterior montaje como Víctor Arbelo (Roger), Xavi Navarro (Collins), Albert Bolea (Angel) o Anna Herebia (Maureen) repitieron sus personajes en esta nueva etapa del musical, acompañados de Iñaki Mur como Mark, Júlia Bonjoch como Mimi, Àfrica Alonso como Joanne y Peter Vives como Benny. Además, para celebrar el 20.º aniversario del estreno de Rent en Barcelona, la función del 30 de abril de 2019 tuvo como invitados a varios miembros de la compañía original, incluyendo a Daniel Anglès, Pablo Puyol, Ignasi Vidal, Sandra de Victoria, Miquel Fernández y Jorge Fernández-Hidalgo. Durante la velada se homenajeó al actor mexicano Jano Fuentes (Angel), asesinado en 2016.

### Argentina
2008
Bajo el título Rent: La vida es hoy, la versión argentina debutó el 26 de marzo de 2008 en la sala principal de Ciudad Cultural Konex, un centro artístico multidisciplinar ubicado en una antigua fábrica de Buenos Aires. Protagonizado por Andrés Bagg como Mark, Germán Tripel como Roger, Florencia Otero como Mimi, Pablo Sultani como Collins, Ángel Hernández como Angel, Laura Conforte como Maureen, Deborah Turza como Joanne y Martín Repetto como Benny, el espectáculo contó con un equipo creativo propio formado por Valeria Ambrosio en la dirección, James Murray en la dirección de actores, Gustavo Carrizo en la coreografía, Facundo Lozano y Ana Repetto en el diseño de escenografía (aprovechando la estética industrial del espacio), Walter Jara en el diseño de vestuario, Sandro Pujía en el diseño de iluminación y Guillermo López en el diseño de sonido. La dirección musical corrió a cargo de Gaby Goldman, mientras que la adaptación al español del libreto fue realizada por Marcelo Kotliar.
El 8 de agosto de 2008, Anthony Rapp asistió como invitado especial a la representación número 100 y durante los saludos finales subió al escenario para interpretar las canciones «La Vie Bohème» y «Seasons of Love» junto a todo el elenco.
Rent: La vida es hoy bajó el telón por última vez el 28 de septiembre de 2008, después de más de 130 funciones y habiendo superado los 20 000 espectadores. El 16 de diciembre de 2008, el reparto volvió a reunirse en la explanada de Ciudad Cultural Konex para ofrecer un concierto con una selección de las canciones más representativas del musical. La experiencia se repitió el 11 de octubre de 2016, en esta ocasión como parte de las celebraciones del 10.º aniversario de Ciudad Cultural Konex.
2024
Un nuevo montaje dirigido por Fernando Dente se estrenó el 3 de mayo de 2024 en el Teatro Ópera de Buenos Aires, con Tomás Wicz como Mark, Pablo Turturiello como Roger, Ángela Torres como Mimi, Sacha Bercovich como Collins, Juan Manuel Outerio como Angel, Ana Devin como Maureen, Eugenia Gil Rodríguez como Joanne y Fran Vázquez como Benny.

### Otras producciones
Rent se ha representado en países como Alemania, Argentina, Australia, Austria, Bélgica, Brasil, Canadá, China, Colombia, Corea del Sur, Cuba, Dinamarca, Eslovaquia, España, Estados Unidos, Estonia, Filipinas, Finlandia, Grecia, Guatemala, Hungría, Irlanda, Islandia, Israel, Italia, Japón, México, Noruega, Nueva Zelanda, Países Bajos, Panamá, Perú, Polonia, Portugal, Puerto Rico, Reino Unido, República Checa, República Dominicana, Singapur, Sudáfrica, Suecia, Suiza, Taiwán, Trinidad y Tobago o Turquía, y ha sido traducido a multitud de idiomas.
En Estados Unidos ha salido a la carretera en varias ocasiones. La primera gira (Angel Tour) dio comienzo el 18 de noviembre de 1996 en el Shubert Theatre de Boston, protagonizada por Sean Keller como Mark, Luther Creek como Roger, Celeste Simone como Mimi, C. C. Brown como Collins, Stephan Alexander como Angel, Carrie Hamilton como Maureen, Sylvia MacCalla como Joanne y James Rich como Benny, y concluyó el 5 de septiembre de 1999 en el Golden Gate Theatre de San Francisco. A lo largo de su andadura de casi tres años, la producción vio pasar por su elenco a numerosos intérpretes, incluyendo a los miembros de la compañía original de Broadway Anthony Rapp (Mark) y Daphne Rubin-Vega (Mimi).
La segunda gira (Benny Tour) arrancó el 13 de julio de 1997 en La Jolla Playhouse de San Diego y se caracterizó por realizar estancias más cortas en mercados más reducidos. Por aquel entonces, Michael Grief era el director artístico de La Jolla Playhouse y fue él quien propuso estrenar allí. Neil Patrick Harris como Mark, Christian Mena como Roger, Julia Santana como Mimi, Mark Leroy Jackson como Collins, Wilson Cruz como Angel, Leigh Hetherington como Maureen, Kenna J. Ramsey como Joanne y D'Monroe como Benny encabezaron el reparto original de este montaje, que estuvo recorriendo el país durante cuatro años ininterrumpidos, despidiéndose definitivamente de los escenarios el 15 de julio de 2001 en San Francisco.
La première canadiense tuvo lugar el 7 de diciembre de 1997 en el Royal Alexandra Theatre de Toronto, con Chad Richardson como Mark, Luther Creek como Roger, Krysten Cummings como Mimi, Danny Blanco como Collins, Jai Rodriguez como Angel, Jennifer Aubry como Maureen, Karen LeBlanc como Joanne y Damian Perkins como Benny. El 26 de julio de 1998, el espectáculo bajó el telón por última vez en Toronto y a continuación fue transferido al National Arts Centre de Ottawa y al Vogue Theatre de Vancouver. A la producción canadiense de Rent se la conoce no oficialmente por el nombre de Collins Tour.
La primera versión en lengua no inglesa fue la de Japón, donde debutó el 24 de septiembre de 1998 con un gira nacional que comenzó en el Akasaka Blitz de Tokio y visitó ciudades como Osaka, Fukuoka y Nagoya.
Para celebrar el 10.º aniversario de su estreno, Rent se embarcó en un tour mundial que arrancó el 22 de noviembre de 2005 en el Kallang Theatre de Singapur y concluyó en el 12 de febrero de 2006 en el International Convention Center de Taipéi, después de haber pasado por ciudades como Hong Kong, Beijing, Shanghái o Seúl. La actriz y cantante hongkonesa Karen Mok dio vida a Mimi en esta producción, acompañada de Trey Ellett como Mark, Jeremy Kushnier como Roger, John Eric Parker como Collins, Andy Señor como Angel, Caren Lyn Manuel como Maureen, Danielle Lee Greaves como Joanne y Daryl C. Brown como Benny. Una vez terminada su etapa asiática, el montaje tenía previsto dar el salto a Europa, pero finalmente fue cancelado sin una explicación oficial por parte de sus promotores.
Tras el cierre en Broadway, Anthony Rapp y Adam Pascal volvieron a repetir sus icónicos papeles de Mark y Roger en una gira de despedida (Mark Tour) que dio comienzo el 6 de enero de 2009 en el Palace Theatre de Cleveland y estuvo en la carretera más de un año, finalizando el 7 de febrero de 2010 en el Community Center Theater de Sacramento. El resto del elenco lo completaron Lexi Lawson como Mimi, Michael McElroy como Collins, Justin Johnston como Angel, Nicolette Hart como Maureen, Haneefah Wood como Joanne, Jacques C. Smith como Benny y Gwen Stewart (también de la compañía original de Broadway) como la solista de «Seasons of Love». Durante la estancia en la Opera House de Detroit, Adam Pascal tuvo que ausentarse temporalmente debido a una hernia de disco cervical y fue sustituido por Cary Shields.
El actor Neil Patrick Harris (Mark en el Benny Tour) dirigió una producción que se representó los días 6, 7 y 8 de agosto de 2010 en el Hollywood Bowl de Los Ángeles, protagonizada por Skylar Astin como Mark, Aaron Tveit como Roger, Vanessa Hudgens como Mimi, Wayne Brady como Collins, Telly Leung como Angel, Nicole Scherzinger como Maureen, Tracie Thoms como Joanne, Collins Pennie como Benny y Gwen Stewart como la solista de «Seasons of Love».
El 7 de febrero de 2011, la sala Galileo Galilei de Madrid acogió un concierto benéfico en favor de la ONG Apoyo Positivo en el que se repasaron las principales canciones del espectáculo. Organizado por Bimon Producciones, el evento fue posible gracias a la participación de numerosos artistas habituales del género musical en España que colaboraron de manera desinteresada. Debido al éxito de la iniciativa, el 27 de junio de 2011 se ofreció un segundo recital en el Teatro Coliseum de la Gran Vía, en esta ocasión en versión íntegra y enmarcado dentro de las celebraciones del Orgullo LGBT.
Solo tres años después de echar el cierre en el Nederlander Theatre, Rent regresó a la cartelera neoyorquina con una puesta en escena totalmente renovada que se representó en el New World Stages del Off-Broadway entre el 11 de agosto de 2011 y el 9 de septiembre de 2012, dirigida por Michael Greif y protagonizada en su estreno por Adam Chanler-Berat como Mark, Matt Shingledecker como Roger, Arianda Fernandez como Mimi, Nicholas Christopher como Collins, Mj Rodriguez como Angel, Annaleigh Ashford como Maureen, Corbin Reid como Joanne y Ephraim Sykes como Benny. El resto del equipo creativo lo formaron Larry Keigwin en la coreografía, Mark Wendland en el diseño de escenografía, Angela Wendt en el diseño de vestuario, Kevin Adams en el diseño de iluminación, Brian Ronan en el diseño de sonido y Tim Weil en la supervisión musical.
Entre el 24 de diciembre de 2014 y el 31 de marzo de 2015, el Centro Cultural Bertolt Brecht de La Habana acogió un montaje producido por Nederlander Worldwide Entertainment en asociación con el Consejo Nacional de las Artes Escénicas de Cuba, convirtiendo a Rent en el primer musical de Broadway de gran formato en llegar a la isla en más de cincuenta años. Dirigido por Andy Señor, todo un veterano de la obra después de haber dado vida a Angel en Nueva York, Londres y en la gira estadounidense, el espectáculo contó con un reparto de intérpretes cubanos liderado por Mario Alain Sardiñas como Mark, Josep Rafael Puentes como Roger, Joanna Gómez como Mimi, Reynier Morales como Collins, Luis Alberto Aguirre como Angel, Zammys Jiménez como Maureen, Laritza Pulido como Joanne y Osvaldo Pedroso como Benny.
Una producción argentina creada expresamente para streaming se emitió el 25 de marzo de 2021 a través de la plataforma Ticketek. Esta propuesta, que fue protagonizada por Federico Coates como Mark, Franco Friguglietti como Roger, Cande Molfese como Mimi, Pato Witis como Collins, Manu Victoria como Angel, Mariel Percossi como Maureen, Lula Rosenthal como Joanne y Patricio Arellano como Benny, se grabó sin público en la sala El Galpón de Guevara de Buenos Aires.

## Adaptaciones

### Película
En 2005, Rent fue llevado a la gran pantalla bajo la dirección de Chris Columbus. El guion fue escrito por Stephen Chbosky e incorporó ligeras diferencias respecto al libreto de Jonathan Larson, modificando algunos elementos de la historia y convirtiendo parte de las canciones en diálogos. Seis de los ocho protagonistas originales de la producción de Broadway, Anthony Rapp (Mark), Adam Pascal (Roger), Jesse L. Martin (Collins), Wilson Jermaine Heredia (Angel), Idina Menzel (Maureen) y Taye Diggs (Benny), repitieron en la película, acompañados de Rosario Dawson (Mimi) y Tracie Thoms (Joanne). Daphne Rubin-Vega, la actriz que estrenó el papel de Mimi en la versión teatral no pudo formar parte del elenco porque se encontraba embarazada en el momento del rodaje, mientras que Fredi Walker (Joanne en Broadway) fue descartada debido a que su edad ya no era la adecuada para el personaje.
La cinta debutó en Estados Unidos el 23 de noviembre de 2005 y permaneció tres semanas en la lista de las diez películas más taquilleras, a pesar de que las críticas no fueron demasiado favorables. En España se editó directamente en formato doméstico.

### Filmación en vivo
Existe una filmación en vivo que fue llevada a cabo el 7 de septiembre de 2008 durante la última función de la producción original de Broadway, con Adam Kantor como Mark, Will Chase como Roger, Renée Elise Goldsberry como Mimi, Michael McElroy como Collins, Justin Johnston como Angel, Eden Espinosa como Maureen, Tracie Thoms como Joanne y Rodney Hicks como Benny. Comercializada bajo el título Rent: Filmed Live on Broadway, la grabación se proyectó en cines de Estados Unidos y Canadá, y posteriormente también salió a la venta en DVD y Blu-ray.

### Especial para televisión
El 27 de enero de 2019, la cadena Fox emitió Rent: Live, una adaptación televisiva protagonizada por Jordan Fisher como Mark, Brennin Hunt como Roger, Tinashe como Mimi, Brandon Victor Dixon como Collins, Valentina como Angel, Vanessa Hudgens como Maureen, Kiersey Clemons como Joanne y Mario como Benny. Aunque en un principio el especial estaba programado como un evento completamente en directo, una rotura de tobillo de Brennin Hunt el día antes de la retransmisión obligó a hacer uso del material grabado durante el ensayo general. Tan solo los quince minutos finales fueron emitidos en vivo, incluyendo un encore que contó con la participación del reparto original de Broadway.

## Personajes

### Personajes principales
| Personaje                   | Descripción |
| Mark Cohen                  | Un joven judío aspirante a cineasta que actúa como narrador del espectáculo. Comparte apartamento con su mejor amigo Roger y al comenzar la obra le acaba de abandonar su novia Maureen. Se encuentra rodando un documental con su vieja cámara sobre sus amigos y su modo de vida. |
| Roger Davis                 | Un cantante y guitarrista recién salido de desintoxicación. Comparte apartamento con Mark y su sueño es escribir una gran canción por la que ser recordado cuando muera. Vive atormentado por el recuerdo de su novia April, también drogadicta, quien se suicidó al descubrir que los dos eran VIH positivos. |
| Mimi Márquez                | Una joven toxicómana de origen latino que trabaja como bailarina en un club de striptease. Vive en el mismo edificio que Mark y Roger, y al igual que este último, es VIH positiva. En el pasado solía salir con Benny, pero al conocer a Roger, los dos se sienten atraídos inmediatamente. |
| Tom Collins                 | Un profesor de filosofía del MIT que regresa a Nueva York después de haber sido expedientado por sus teorías radicales. Mark lo describe como un «genio de los ordenadores, maestro y anarquista vagabundo que corrió desnudo por el Partenón». Enfermo de sida, sueña con abrir un restaurante en Santa Fe junto a sus amigos, donde los problemas de la gran ciudad no les afecten. Antes de dejar Nueva York compartía apartamento con Mark, Roger, Maureen y Benny. |
| Angel Dumott Schunard       | Un joven percusionista y drag queen enfermo de sida. Socorre a Collins cuando este es asaltado por unos ladrones y los dos conectan al instante. Tiene un gran corazón y es miembro de Pro Vivir, un grupo de apoyo para personas seropositivas. |
| Maureen Johnson             | Una artista de performances que lleva a cabo acciones protesta de carácter anarquista. Solía salir con Mark, pero después de serle infiel lo abandonó y ahora ha comenzado una relación con una mujer llamada Joanne. |
| Joanne Jefferson            | Una abogada lesbiana por la que Maureen ha dejado a Mark. Hija de una familia rica y poderosa, estudió derecho civil en Harvard y ahora también se hace cargo de la producción de las actuaciones de su novia. Es controladora y responsable, y siempre cumple con las reglas establecidas, justo todo lo contrario que Maureen. |
| Benjamin «Benny» Coffin III | Antiguo compañero de apartamento de Mark, Roger, Collins y Maureen, y actual propietario del edificio. Está casado con Alison Grey, hija de una acaudalada familia, y planea desalojar a los indigentes del solar para construir un estudio llamado Cyberarts. Por su traición todos le consideran escoria yuppie. En el pasado tuvo una relación con Mimi. |

### Otros personajes
| Personaje                     | Descripción |
| Sra. Cohen                    | La madre de Mark, una típica señora judía. A lo largo de la obra deja varios mensajes de voz en el contestador automático de su hijo («Voice Mail #1», «Voice Mail #3» y «Voice Mail #5»). |
| Alexi Darling                 | Productora de Buzzline, informativo sensacionalista que quiere contratar a Mark a raíz del éxito de las imágenes que este graba durante la protesta por el desalojo de los indigentes del solar. Intenta contactar con Mark a través de varios mensajes de voz en su contestador automático («Voice Mail #3» y «Voice Mail #5»).      |
| Sr. y Sra. Jefferson          | Los acaudalados padres de Joanne. En el primer acto dejan un mensaje de voz conjunto en el contestador automático de su hija («Voice Mail #2») y, después, cerca del final de la obra, el Sr. Jefferson vuelve a dejar otro («Voice Mail #5»). Normalmente, el Sr. y la Sra. Jefferson también cantan los solos de «Seasons of Love». |
| Madre de Roger                | Deja un mensaje en el contestador automático de su hijo preguntándole por su paradero («Voice Mail #5»). |
| Madre de Mimi                 | Al igual que la madre de Roger, deja un mensaje de voz en el contestador automático de su hija preguntándole en español por su paradero («Voice Mail #5»). |
| Sr. Grey                      | El suegro de Benny, un hombre rico y antiguo dueño del edificio donde viven Mark, Roger y Mimi, hasta que se lo vendió a su yerno. |
| El Hombre                     | El camello habitual de Mimi, basado en el personaje Parpignol de La bohème. En el pasado también solía venderle droga a Roger. |
| Paul                          | El líder del grupo de apoyo para enfermos de sida Pro Vivir. |
| Gordon, Steve, Ali, Pam y Sue | Miembros del grupo de apoyo para enfermos de sida Pro Vivir. En el libreto original se invita a sustituir sus nombres por los de conocidos de la compañía que hayan fallecido a causa de la enfermedad (por ejemplo, en la última función en Broadway, Sue pasó a llamarse Lisa).                                                     |
| Limpiaparabrisas              | Indigente que vive en el vecindario y aparece varias veces durante la obra. |
| Camarero                      | Camarero del Life Cafe que atiende a los protagonistas durante la celebración tras la performance de Maureen. |
| Señora de las bolsas          | Indigente que se enfrenta a Mark cuando este evita que la policía acose a un grupo de vagabundos. |
| Pastor                        | Sacerdote que expulsa a Collins de la iglesia porque no puede pagar el funeral de Angel. |
| Elenco                        | Policías, bohemios, vendedores, indigentes. |

## Números musicales
| Acto I - «Tune Up #1» - «Voice Mail #1» - «Tune Up #2» - «Rent» - «You Okay, Honey?» - «Tune Up #3» - «One Song Glory» - «Light My Candle» - «Voice Mail #2» - «Today 4 U» - «You'll See» - «Tango: Maureen» - «Life Support» - «Out Tonight» - «Another Day» - «Will I?» - «On the Street» - «Santa Fe» - «I'll Cover You» - «We're Okay» - «Christmas Bells» - «Over the Moon» - «La Vie Bohème» - «I Should Tell You» - «La Vie Bohème B» | Acto II - «Seasons of Love» - «Happy New Year» - «Voice Mail #3» - «Happy New Year B» - «Take Me or Leave Me» - «Seasons of Love B» - «Without You» - «Voice Mail #4» - «Contact» - «I'll Cover You (Reprise)» - «Halloween» - «Goodbye Love» - «What You Own» - «Voice Mail #5» - «Finale» - «Your Eyes» - «Finale B» |

## Repartos originales

### Broadway/West End
| Personaje | Broadway (1996)         | West End (1998)         | West End (2001)    | West End (2007)   |
| Mark      | Anthony Rapp            | Anthony Rapp            | Adam Rickitt       | Oliver Thornton   |
| Roger     | Adam Pascal             | Adam Pascal             | Damien Flood       | Luke Evans        |
| Mimi      | Daphne Rubin-Vega       | Krysten Cummings        | Debbie Kurup       | Siobhán Donaghy   |
| Collins   | Jesse L. Martin         | Jesse L. Martin         | Mykal Rand         | Leon Lopez        |
| Angel     | Wilson Jermaine Heredia | Wilson Jermaine Heredia | Neil Couperthwaite | Jay Webb          |
| Maureen   | Idina Menzel            | Jessica Tezier          | Helen York         | Denise van Outen  |
| Joanne    | Fredi Walker            | Jacqui Dubois           | Wendy Mae Brown    | Francesca Jackson |
| Benny     | Taye Diggs              | Bonny Lockhart          | Jason Pennycooke   | Craig Stein       |

### América Latina
| Personaje | Ciudad de México (1999) | Buenos Aires (2008) | Ciudad de México (2016) | Buenos Aires (2024)   |
| Mark      | Enrique Chi             | Andrés Bagg         | Rodolfo Zarco           | Tomás Wicz            |
| Roger     | Erik Rubín              | Germán Tripel       | Kike Jiménez            | Pablo Turturiello     |
| Mimi      | Samantha Salgado        | Florencia Otero     | Dai Liparoti            | Ángela Torres         |
| Collins   | Beto Castillo           | Pablo Sultani       | Iker Madrid             | Sacha Bercovich       |
| Angel     | César Romero            | Ángel Hernández     | Luis Carlos Villarreal  | Juan Manuel Outerio   |
| Maureen   | Ana Liz Rivera          | Laura Conforte      | Giména Gómez            | Ana Devin             |
| Joanne    | Pía Aun                 | Deborah Turza       | Paloma Cordero          | Eugenia Gil Rodríguez |
| Benny     | Sergio Zaldívar         | Martín Repetto      | José Sampedro           | Fran Vázquez          |

### España
| Personaje | Barcelona (1999)         | Barcelona (2016)  | Barcelona (2019) |
| Mark      | Daniel Anglès            | Nil Bofill        | Iñaki Mur        |
| Roger     | Pablo Puyol Ignasi Vidal | Víctor Arbelo     | Víctor Arbelo    |
| Mimi      | Sandra de Victoria       | Mireia Òrrit      | Júlia Bonjoch    |
| Collins   | Miquel Fernández         | Xavi Navarro      | Xavi Navarro     |
| Angel     | Jano Fuentes             | Albert Bolea      | Albert Bolea     |
| Maureen   | Manuela Nieto            | Anna Herebia      | Anna Herebia     |
| Joanne    | Damaris Martínez         | Queralt Albinyana | Àfrica Alonso    |
| Benny     | Jorge Fernández-Hidalgo  | Roger Berruezo    | Peter Vives      |

### Adaptaciones
| Personaje | Película (2005)         | Especial para televisión (2019) |
| Mark      | Anthony Rapp            | Jordan Fisher                   |
| Roger     | Adam Pascal             | Brennin Hunt                    |
| Mimi      | Rosario Dawson          | Tinashe                         |
| Collins   | Jesse L. Martin         | Brandon Victor Dixon            |
| Angel     | Wilson Jermaine Heredia | Valentina                       |
| Maureen   | Idina Menzel            | Vanessa Hudgens                 |
| Joanne    | Tracie Thoms            | Kiersey Clemons                 |
| Benny     | Taye Diggs              | Mario                           |